# Fellering
Fellering (Duits: Felleringen) is een gemeente in het Franse departement Haut-Rhin in de regio Grand Est. De gemeente telde 1.585 inwoners op 1 januari 2022.

## Geschiedenis
De gemeente maakte voor 2015 deel uit van het arrondissement Thann en kanton Saint-Amarin. Op 1 januari van dat jaar fuseerde het arrondissement met het arrondissement Guebwiller tot het arrondissement Thann-Guebwiller. Toen het kanton op 22 maart 2015 werd opgeheven werden de gemeenten opgenomen in het kanton Cernay.

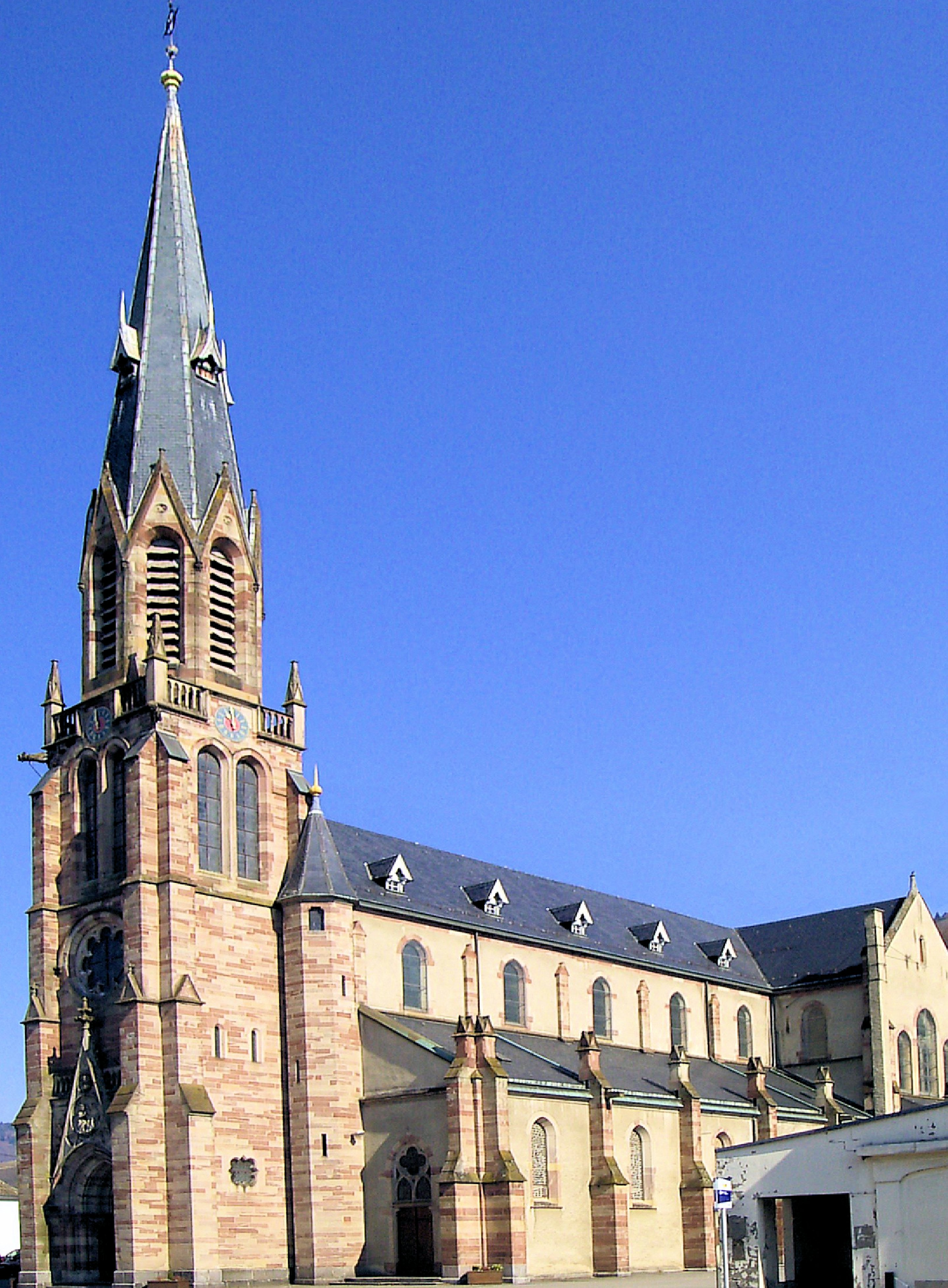
Église Saint-Antoine

## Geografie
De oppervlakte van Fellering bedraagt 21,29 vierkante kilometer; Op 1 januari 2022 was de bevolkingsdichtheid 74,4 inwoners per km².
Fellering ligt in de Vogezen in de vallei van de Thur, die door het dorp stroomt. Het dorpscentrum bevindt zich in het zuiden van de gemeente, maar het grondgebied strekt zich nog ver uit in de beboste bergen. In het noordoosten strekt het grondgebied zich meer dan vijf kilometer ver uit in een smalle, gebogen strook, tot het Lac de la Lauch. Deze strook omvat ook de twee bergtoppen van Le Markstein: de Trehkopf (1266 m) en de Jungfrauenkopf (1268 m). In het noordwesten strekt het grondgebied zich meer dan zes kilometer tot aan het Meer van Wildenstein. De dorpscentra van buurgemeenten Oderen en Kruth liggen tussen deze stukken grondgebied in.

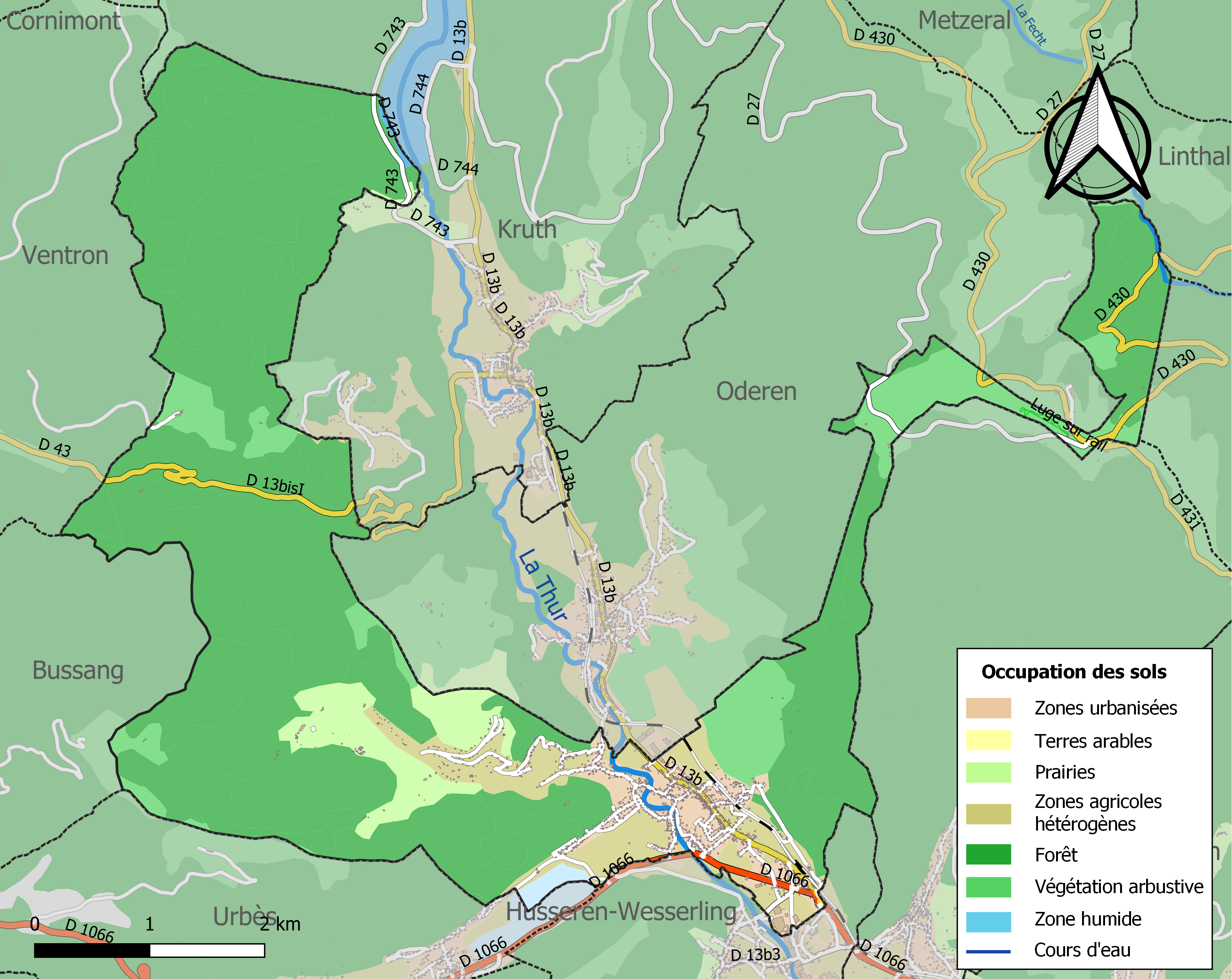
Kaart van de gemeente met de belangrijkste infrastructuur, bodemgebruik en omliggende gemeenten

## Bezienswaardigheden
- De Église Saint-Antoine

## Demografie
Onderstaande figuur toont het verloop van het inwonertal.

## Verkeer en vervoer
In het centrum van de gemeente staat het spoorwegstation Fellering. In het zuiden staat het spoorwegstation Wesserling, nabij de grens met buurgemeente Husseren-Wesserling.
Door Fellering loopt de nationale weg N66/E512 van Mulhouse naar Remiremont.